# Hooverphonic Presents Jackie Cane
Hooverphonic Presents Jackie Cane è il quarto album in studio del gruppo musicale belga Hooverphonic, pubblicato il 28 ottobre 2002. È un concept album incentrato sulle vicende della celebrità Jackie Cane, che travolta dal successo, vive momenti di follia e conflitti interiori, i quali vedranno il tragico epilogo con la morte, causata dalla sorella gemella che avvelenerà entrambe.
Il disco è un misto tra sonorità pop anni 50, elettronica e classica, e nonostante sia un concept album, non esita a variare sound da brano in brano.
Mai come in questo capitolo, il supporto delle sezioni di archi, fiati e ottoni (Orchestra di Londra) è fondamentale per la resa dei brani, in un connubio che dona all'intero progetto una veste da musical broadwaiano.
L'album ottiene il disco di platino in Belgio e la band vince 2 ZAMU's Awards come Best Pop/Rock Band e Best Album.
Da questo disco vengono estratti tre singoli The World Is Mine, Sometimes e One.

## Tracce
Testi e musiche di Callier, eccetto dove indicato.
1. Sometimes – 3:59 (Callier, Engel, Franz)
2. One – 3:21
3. Human Interest – 3:49
4. Nirvana Blue – 4:04
5. The World Is Mine – 3:54 (Arnaert, Callier, Greets)
6. Jackie's Delirium – 4:09
7. Sad Song – 3:32
8. Day After Day – 2:43
9. Shampoo – 4:10
10. Others Delight – 3:19 (Arnaert, Callier)
11. Opium – 3:46 (Callier, Greets)
12. The Last Supper – 2:46
13. The Kiss of Death – 2:41

### B-Sides
1. The Contract – 2:38

1. Tu Es Moi (Versione francese di One) – 3:22

1. Shades (Colonna sonora del film Shades) – 4:54